# 蒸馏

实验室典型的蒸馏装置模式图：1:热源2:罐式蒸馏器3:蒸馏头4:温度计/沸点温度5:冷凝器6:冷却水入口7:冷却水出口8:馏出物/接收瓶9:真空/气体入口10:接受器11:加热控制器12:搅拌速度控制13:搅拌器/加热板14:加热槽（油或砂）15:搅拌棒/防撞颗粒16:冷却槽

蒸馏（英語：distillation、distilled）是一种热力学的分离工艺，它利用混合液体或液-固体系中各组分沸点不同，使低沸点组分蒸发，再冷凝以分离整个组分的单元操作过程，是蒸发和冷凝两种单元操作的联合。蒸餾可以清除絕大部分雜質和殺死微生物。与其它的分离手段，如萃取、吸附等相比，它的优点在于不需使用系统组分以外的其它溶剂，从而保证不会引入新的杂质。
蒸馏有許多的應用，例如：
- 將製酒用材料發酵（英语：Fermentation (food)）後，用蒸馏方式製作含有高乙醇含量的蒸馏酒，或其他有商業價值的發酵製品。
- 海水淡化傳統上會用蒸馏來進行，利用液體在沸點時產生蒸氣的原理，把海水中的水分轉變為蒸氣，把水分子和鹽分分離，再使水分子凝固後就可製得淡水，是有效的作法。
- 在石油產業中，原油穩定（oil stabilization）是一種減少原油蒸氣壓的分餾方式，使原油的儲存及運輸可以安全，也減少原油中揮發到大氣中的揮發性碳氫化合物。在煉油廠的中游操作中，分馏是將石油轉換為燃料及原材料的主要单元操作類別之一[1][2][3]
- 低温物理学中的蒸馏可以分离空气，產生的產物為工業應用的氧、氮及氩。
- 化学工业中，許多化学合成的產物會用蒸馏方式，和其他物質（可能是其他產物、雜質，或是未反應的反應物）分離。

## 原理
不同组分液体具有不同的沸点，是蒸馏最基本的理论依据。在相同温度下，液体上方各个组分蒸气的分压也有所不同。
参考二元单相液体的相图，当由液体A和B按一定比例配成的混合液（设A的浓度为c1）经过加热后到达沸点线，然后通过无差异的气液平衡（从1到2），在生成的气相中得到A的含量为c2的混合气；该气体经过降温冷凝后收集便得到具有新组成（A浓度为c2）的液体。按图例来讲，就是左侧的A组分被提纯了（因为c2大于c1）。
蒸馏有两种形式：
- 简单蒸馏，如制造蒸馏水以去除其中溶解的固体杂质；制造蒸馏酒以浓缩酒精，去除部分水分；
- 精馏，也叫分馏，利用混合液體中各成份沸點的不同，將其他部份的液體氣化，因此可以分離各成份，例如在在加壓冷卻空氣過程中，分馏出沸點較高，尚未液化的液氮。